# Ницкидорф (Тимиш)
Ницкидорф (рум. Niţchidorf) насеље је у Румунији у округу Тимиш у општини Ницкидорф. Oпштина се налази на надморској висини од 123 m.

## Историја
По "Румунској енциклопедији" место "Кутус" се помиње 1370. године. Данашње село је основано 1784-1786. године током трећег таласа колонизације у Банату. За 200 породица Немаца подигнуте су нове куће. То насељавање је спроводио префект Кристифор Ничи, по којем је насеље добило назив Ничидорф. Два и по века ту доминирају Немци, који су 1825. године подигли римокатоличку цркву.
Најзнаменитији мештанин је књижевница Немица Херта Милер, добитница Нобелове награде за писање.

## Становништво
Према подацима из 2002. године у насељу је живело 1583 становника.

### Попис2002.
| Расподела становништва по националности 2002.‍ | Расподела становништва по националности 2002.‍ | Расподела становништва по националности 2002.‍ | Расподела становништва по националности 2002.‍ | Расподела становништва по националности 2002.‍ |
| --------------------------------------------- | --------------------------------------------- | --------------------------------------------- | --------------------------------------------- | --------------------------------------------- |
|                                               |                                               |                                               |                                               |                                               |
| Румуни                                        | Румуни                                        |                                               | 1.457                                         | 92,1%                                         |
| Мађари                                        | Мађари                                        |                                               | 29                                            | 1,8%                                          |
| Роми                                          | Роми                                          |                                               | 7                                             | 0,4%                                          |
| Украјинци                                     | Украјинци                                     |                                               | 65                                            | 4,1%                                          |
| Немци                                         | Немци                                         |                                               | 21                                            | 1,3%                                          |
| Словаци                                       | Словаци                                       |                                               | 3                                             | 0,2%                                          |

### Хронологија
| Година       | 1992 | 1993 | 1994 | 1995 | 1996 | 1997 | 1998 | 1999 | 2000 | 2001 | 2002 | 2003 | 2004 | 2005 | 2006 | 2007 | 2008 | 2009 | 2010 | 2011 | 2012 | 2013 | 2014 | 2015 | 2016 | 2017 |
| ------------ | ---- | ---- | ---- | ---- | ---- | ---- | ---- | ---- | ---- | ---- | ---- | ---- | ---- | ---- | ---- | ---- | ---- | ---- | ---- | ---- | ---- | ---- | ---- | ---- | ---- | ---- |
| Становништво | 1551 | 1613 | 1603 | 1607 | 1599 | 1605 | 1624 | 1629 | 1639 | 1665 | 1663 | 1664 | 1685 | 1705 | 1703 | 1690 | 1676 | 1685 | 1683 | 1701 | 1704 | 1696 | 1684 | 1685 | 1672 | 1658 |